# 오스트레일리아 여자 축구 국가대표팀

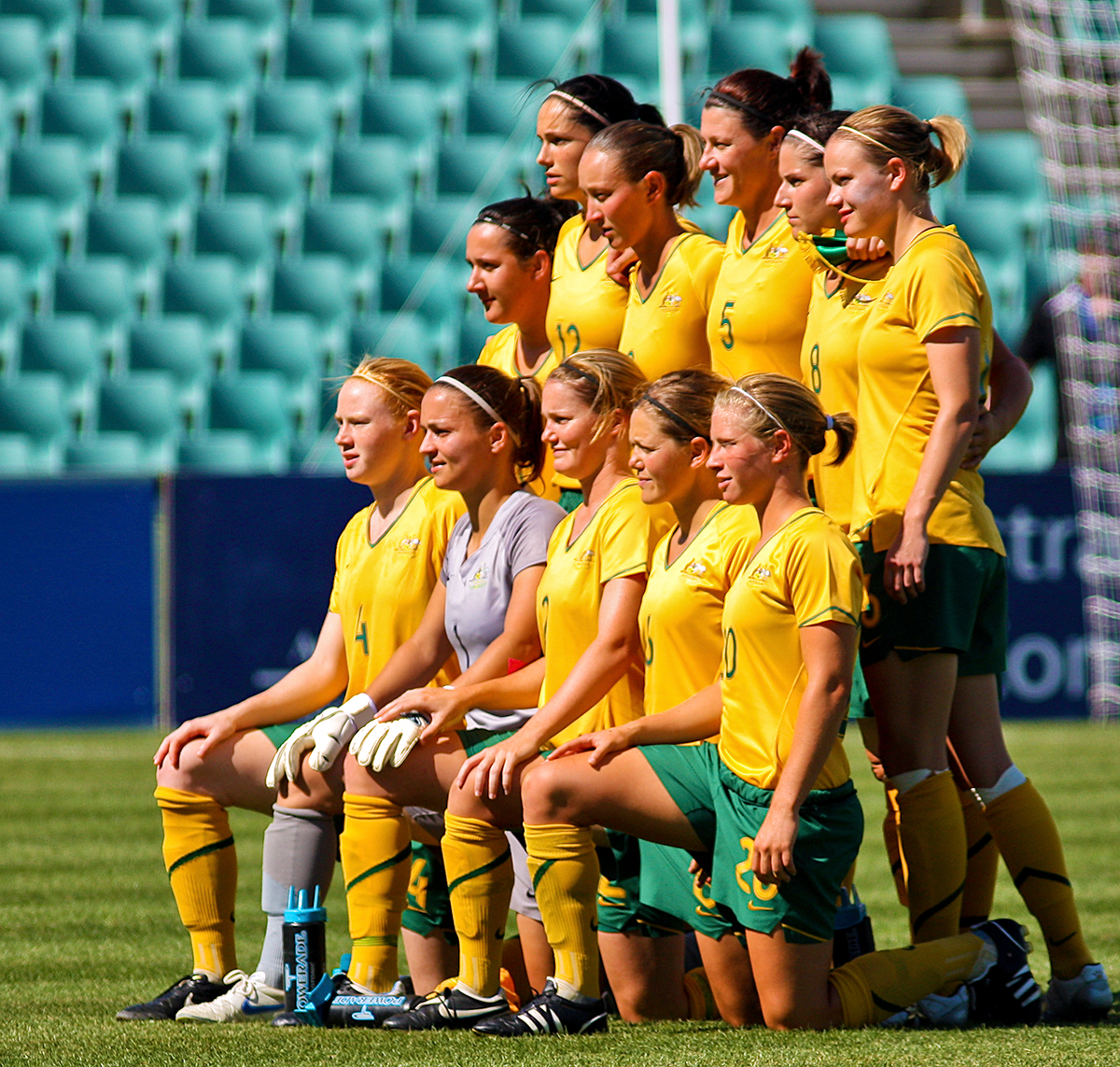

오스트레일리아 여자 축구 국가대표팀은 오스트레일리아를 대표하는 축구 국가대표팀으로 오스트레일리아 축구 연맹에서 운영한다. OFC 시절부터 오세아니아의 강호로 꼽혀 왔으며 AFC로 넘어온 후에도 아시아 회원국들 사이에서 강호로 손꼽히는 팀으로 1979년 10월 6일 뉴질랜드를 상대로 국제 A매치 첫 경기를 치렀다. 또한 2005년까지 OFC 소속으로 활동했으며 2006년부터는 AFC로 소속을 옮겨 현재에 이르고 있으나 지리상으로는 오세아니아에 위치해 있기 때문에 아시안 게임에는 출전하지 않는다.

## 국제 대회 경력

### FIFA 여자 월드컵
여자 월드컵 본선에는 8번 출전했고 이 중 뉴질랜드와 공동 개최국 자격으로 출전한 2023년 대회에서 호주 남녀 대표팀을 통틀어 사상 첫 월드컵 4강  진출의 대업을 달성하며 1999년 FIFA 여자 월드컵 준우승팀인 중국 여자 대표팀, 2002년 FIFA 월드컵 4강팀인 대한민국 남자 대표팀, 2011년 FIFA 여자 월드컵 우승팀인 일본 여자 대표팀에 이어 남녀 성인 월드컵에서 4강 이상의 성적을 거둔 역대 4번째 아시아팀이 되었다.

### OFC 여자 네이션스컵
과거 OFC 소속 시절 7번의 OFC 여자 네이션스컵 본선 중 6번의 대회에서 3번의 우승과 3번의 준우승을 차지하는 등 출전한 7번의 대회에서 모두 4강 이상의 엄청난 성과를 거두었지만 2006년 이후 AFC로 소속을 옮기면서 이 대회 최다 우승국 타이틀은 라이벌인 뉴질랜드에게 넘어갔다.

### AFC 여자 아시안컵
자국에서 열린 2006년 대회를 통해 AFC 소속으로 첫 아시안컵 무대를 밟았고 이후 5번의 대회에 모두 출전하여 2010년 대회에서 우승컵을 들어올렸으며 2006년 대회를 포함한 3번의 대회에서는 준우승을 차지하는 등 OFC 여자 네이션스컵에 이어 AFC 여자 아시안컵에서도 4강 이상의 성적을 거두었다.

### 하계 올림픽
올림픽 축구 본선에는 5번 출전하여 2020년 도쿄 올림픽에서 4위를 기록한 바 있다.

### 동남아시아 축구 선수권 대회
동남아 선수권 대회에는 2008년 대회에 유일하게 참가하여 이 대회에서 우승을 차지하는 성과를 거두었지만 이후에는 출전 기록이 없다.

## 기타 국제 대회 경력
자국에서 열린 오스트레일리아컵 국제 여자 축구 대회에서 3번의 우승을 차지했고 2017년 4개국 친선 축구 대회와 2019년 4개국 친선 축구 대회에서도 우승을 맛보았다. 그리고 키프로스컵에는 2번 출전하여 이 중 2015년 대회에서 5위에 이름을 올렸으며 알가르브컵에도 3번 출전하여 2014년과 2015년 대회에서 4위에 입상했다.

## 성적

### FIFA 여자 월드컵
| FIFA 여자 월드컵 기록 | FIFA 여자 월드컵 기록 | FIFA 여자 월드컵 기록 | FIFA 여자 월드컵 기록 | FIFA 여자 월드컵 기록 | FIFA 여자 월드컵 기록 | FIFA 여자 월드컵 기록 | FIFA 여자 월드컵 기록 | FIFA 여자 월드컵 기록 |
| 년도                  | 결과                  | 순위                  | 전                    | 승                    | 무                    | 패                    | 득                    | 실                    |
| --------------------- | --------------------- | --------------------- | --------------------- | --------------------- | --------------------- | --------------------- | --------------------- | --------------------- |
| 1991                  | 지역 예선 탈락        | 지역 예선 탈락        | 지역 예선 탈락        | 지역 예선 탈락        | 지역 예선 탈락        | 지역 예선 탈락        | 지역 예선 탈락        | 지역 예선 탈락        |
| 1995                  | 조별 리그             | 12위                  | 3                     | 0                     | 0                     | 3                     | 3                     | 13                    |
| 1999                  | 조별 리그             | 11위                  | 3                     | 0                     | 1                     | 2                     | 3                     | 7                     |
| 2003                  | 조별 리그             | 13위                  | 3                     | 0                     | 1                     | 2                     | 3                     | 5                     |
| 2007                  | 8강                   | 6위                   | 4                     | 1                     | 2                     | 1                     | 9                     | 7                     |
| 2011                  | 8강                   | 8위                   | 4                     | 2                     | 0                     | 2                     | 6                     | 7                     |
| 2015                  | 8강                   | 7위                   | 5                     | 2                     | 1                     | 2                     | 5                     | 5                     |
| 2019                  | 16강                  | 9위                   | 4                     | 2                     | 1                     | 1                     | 9                     | 6                     |
| 2023                  | 4위                   | 4위                   | 7                     | 3                     | 1                     | 3                     | 10                    | 8                     |
| 2027                  | 미정                  | 미정                  | 미정                  | 미정                  | 미정                  | 미정                  | 미정                  | 미정                  |
| Total                 | 8/9                   | 0 titles              | 33                    | 10                    | 7                     | 16                    | 48                    | 58                    |

### 올림픽 축구
- 1996년: 진출 실패
- 2000년: 조별 리그
- 2004년: 8강
- 2008년~2012년: 진출 실패
- 2016년: 8강
- 2020년: 4위
- 2024년: 조별 리그

### OFC 여자 네이션스컵
- 1983년: 준우승
- 1986년: 준우승
- 1989년: 3위
- 1991년: 준우승
- 1995년: 우승
- 1998년: 우승
- 2003년: 우승

### AFC 여자 아시안컵
- 1975년: 3위
- 2006년: 준우승
- 2008년: 4위
- 2010년: 우승
- 2014년: 준우승
- 2018년: 준우승
- 2022년: 8강
- 2026년:

## 같이 보기
- 오스트레일리아 축구 국가대표팀